# Lago Burns
O lago Burns é um lago localizado no interior centro-norte da Colúmbia Britânica, Canadá. Dá o nome à cidade de Burns Lake, que foi fundada em 1923 e que é a cidade capital do Distrito Regional de Bulkley-Nechako.